# 租稅教育盃全國大專辯論比賽
租稅教育盃全國大專辯論比賽简称租稅盃，為台灣辯論圈大專院校中最大的盃賽。不單單因為其獎金高、隊伍多，還因其歷史悠久達三十年以上，且其題目的深度、廣度也夠，是為政策性命題中最具代表性的盃賽。採新式奧瑞岡554制。
宗旨為鼓勵大專院校同學藉由辯論比賽方式，培養學生對稅務理論、制度及相關法規深入探討，並增進租稅議題之分析、思辨與理性溝通能力，激發稅制政策、稅收創新之共鳴，以達到深耕學校租稅教育之目的。
由財政部賦稅署主辦，每年由財政部五區國稅局輪流承辦，近年來多由中華財政學會、政大演辯社擔任承作單位。

## 歷屆成績
一般組比賽成績
- 第十六屆 79學年度 
  - 冠軍：東吳大學
  - 亞軍：文化大學
  - 季軍：待補
  - 殿軍：待補

- 第十七屆 80年度 
  - 冠軍：東吳大學
  - 亞軍：中央大學
  - 季軍：文化大學
  - 殿軍：中興法商

- 第十八屆 81年度 
  - 冠軍：臺灣大學
  - 亞軍：輔仁大學
  - 季軍：銘傳大學
  - 殿軍：交通大學

- 第十九屆 82年度 
  - 冠軍：臺灣大學
  - 亞軍：東吳大學
  - 季軍：輔仁大學
  - 殿軍：中央大學

- 第二十屆 83年度 
  - 冠軍：中興法商
  - 亞軍：輔仁大學
  - 季軍：淡江大學
  - 殿軍：銘傳大學

- 第二十一屆 84年度 
  - 冠軍：中興法商
  - 亞軍：東吳大學
  - 季軍：中山大學
  - 殿軍：靜宜大學

- 第二十二屆 85年度 
  - 冠軍：中興法商
  - 亞軍：輔仁大學
  - 季軍：臺灣大學
  - 殿軍：東海大學

- 第二十三屆 86年度 
  - 冠軍：銘傳大學
  - 亞軍：中央大學
  - 季軍：政治大學
  - 殿軍：輔仁大學

- 第二十四屆 87年度 
  - 冠軍：清華大學
  - 亞軍：東吳大學
  - 季軍：政治大學
  - 殿軍：中山大學

- 第二十五屆 88年度 
  - 冠軍：臺灣大學
  - 亞軍：臺北大學
  - 季軍：銘傳大學
  - 殿軍：淡江大學

- 第二十六屆 90年度
  - 冠軍：交通大學
  - 亞軍：輔仁大學
  - 季軍：臺北大學
  - 殿軍：東吳大學

- 第二十七屆 91年度
  - 冠軍：臺北大學
  - 亞軍：中央大學
  - 季軍：東海大學
  - 殿軍：中山大學

- 第二十八屆 92年度
  - 冠軍：臺灣大學
  - 亞軍：東吳大學
  - 季軍：政治大學
  - 殿軍：淡江大學

- 第二十九屆 93年度
  - 冠軍：東吳大學
  - 亞軍：臺灣大學
  - 季軍：輔仁大學
  - 殿軍：高雄醫學院

- 第三十屆 94年度
  - 冠軍：臺灣大學
  - 亞軍：政治大學
  - 季軍：中國文化大學
  - 殿軍：元智大學

- 第三十一屆 95年度
  - 冠軍：清華大學
  - 亞軍：淡江大學
  - 季軍：輔仁大學
  - 殿軍：中國文化大學

- 102年度全國大專盃租稅辯論賽比賽
  - 冠軍：台北大學A 最佳辯士：黃上豪
  - 亞軍：政大演辯B 最佳辯士：江運澤
  - 季軍：台灣大學B 最佳辯士：藍郁婷
  - 殿軍：東吳大學B 最佳辯士：徐紫縈

- 103年度全國大專盃租稅辯論比賽
  - 冠軍：中國文化大學B 最佳辯士：張庭嘉
  - 亞軍：國立政治大學A 最佳辯士：溫怡婷
  - 季軍：國立中興大學 最佳辯士：李庭偉
  - 殿軍：國立臺灣大學B 最佳辯士：丁冠羽

- 104年度統一發票大專盃租稅辯論比賽
  - 冠軍：政大演辯B 最佳辯士：蕭靖穎
  - 亞軍：東吳大學B 最佳辯士：曾厚恩
  - 季軍：政大演辯A 最佳辯士：江運澤
  - 殿軍：東吳大學A 最佳辯士：張哲耀

- 105年度統一發票盃大專租稅辯論比賽
  - 冠軍：臺灣大學A 最佳辯士：何奕萱
  - 亞軍：政治大學A 最佳辯士：周景賀
  - 季軍：東吳大學D 最佳辯士：曾厚恩
  - 殿軍：政大政治 最佳辯士：歐陽正霆

- 106年度統一發票盃大專租稅辯論比賽
  - 冠軍：國立臺灣大學 最佳辯士：丁冠羽
  - 亞軍：東吳大學 最佳辯士：林聖偉
  - 季軍：淡江大學 最佳辯士：洪惇旻
  - 殿軍：國立中山大學 最佳辯士：丁啟翔

- 107年度統一發票盃大專租稅辯論比賽
  - 冠軍：成功大學 最佳辯士：王詣昕、李承哲
  - 亞軍：台北科技大學
  - 季軍：東吳大學B 最佳辯士：陳文謙
  - 殿軍：台北大學 最佳辯士：江杏霙

- 108年度統一發票盃大專租稅辯論比賽
  - 冠軍：成功大學 最佳辯士：李承哲
  - 亞軍：東吳大學 最佳辯士：胡善詠
  - 季軍：輔仁大學 最佳辯士：黃家綸
  - 殿軍：中山大學 最佳辯士：蘇俊瑜

- 109年度統一發票盃大專租稅辯論比賽
  - 冠軍：臺灣大學 最佳辯士：劉祖丞
  - 亞軍：臺北大學 最佳辯士：魏子捷
  - 季軍：東吳大學Ｂ 最佳辯士：劉晴瑄
  - 殿軍：東吳大學Ａ 最佳辯士：卓祐先

- 110年度統一發票盃大專租稅辯論比賽
  - 冠軍：臺大健言B 最佳辯士：陳威屹
  - 亞軍：政大演辯A 最佳辯士：莊文琪
  - 季軍：臺大健言A 最佳辯士：華怡茹
  - 殿軍：臺大健言C 最佳辯士：林嘉恩

- 111年度統一發票盃大專租稅辯論比賽
  - 冠軍：政大演辯A 最佳辯士：陳威屹
  - 亞軍：中正辯言 最佳辯士：楊秉芳
  - 季軍：北大滔滔A 最佳辯士：林芳賢、傅楷崴
  - 殿軍：中央思辯

- 112年度統一發票盃大專租稅辯論比賽
  - 冠軍：臺大健言 最佳辯士：林亮廷
  - 亞軍：政大演辯B 最佳辯士：傅悅恆、吳靜恩
  - 季軍：政大演辯A 最佳辯士：周泰寧
  - 殿軍：北大滔滔B